# Stazione di Salandra-Grottole
La stazione di Salandra-Grottole è una stazione ferroviaria a servizio del comune di Salandra, in provincia di Matera, sulla ferrovia Battipaglia-Potenza-Metaponto.
La gestione degli impianti è affidata a Rete Ferroviaria Italiana (RFI), controllata del gruppo Ferrovie dello Stato, che classifica la stazione nella categoria "Bronze".

## Storia
La stazione di Salandra-Grottole entrò in funzione il 10 aprile 1876 contestualmente all'attivazione del tratto Grassano-Ferrandina della linea ferroviaria Battipaglia-Potenza-Metaponto.
Il 2 giugno 2023 la linea tra Potenza e Metaponto viene chiusa al traffico a causa di una frana tra Vaglio e Trivigno e tra Campomaggiore e Salandra. Il 12 giugno ne era prevista comunque la chiusura per lavori di manutenzione, ma, a causa della frana, dall'iniziale apertura prevista il 15 luglio la circolazione è ripresa il 25 settembre tra Grassano e Metaponto e il 20 novembre 2023 anche tra Grassano e Potenza.
Entro il 2026, grazie ai fondi PNRR, è previsto il rinnovo della stazione con un nuovo scatolare sopraelevato che permetterà il passaggio dei treni a 180 km/h.

## Strutture ed impianti
Il fabbricato viaggiatori è una struttura ad un corpo, su tre livelli, è tinteggiato di bianco, mentre solo il piano terra è aperto ai viaggiatori. La pianta dei fabbricati è rettangolare. Sebbene ve ne siano presenti altri, un solo binario passante è tuttora utilizzato per il traffico viaggiatori.
Nei pressi della stazione è presente una sottostazione elettrica.

## Servizi
- Capolinea autobus[9]

## Movimento

### Passeggeri
Il servizio viaggiatori è svolto da Trenitalia, società del gruppo Ferrovie dello Stato, per conto della Regione Basilicata.
Nella stazione fermano solo treni regionali ed alcuni autobus.